# Oliver Marach
Oliver Marach (født 16. juli 1980 i Graz, Østrig) er en professionel mandlig tennisspiller fra Østrig.